# Рингельблюм, Эммануэль
Эммануэль Рингельблюм (ивр. עמנואל רינגלבלום‎, пол. Emanuel Ringelblum; 2 ноября 1900, Бучач, Австро-Венгрия — 10 марта 1944, Варшава, Польша) — польский историк, педагог, общественный деятель еврейского происхождения. Создатель архива Варшавского гетто и организатор подпольной группы Онег Шабат.

## Биография
Эммануэль Рингельблюм родился 2 ноября 1900 года в городе Бучач (сегодня — Тернопольская область Украины) в семье учителя. Во время Первой мировой войны семья Эммануэля Рингельблюма переехала в Новы-Сонч, где весной 1919 года он окончил гимназию. Осенью 1919 года семья Рингельблюмов перебралась в Варшаву, где Эммануэль планировал учиться в Варшавском университете на медицинском факультете. Однако из-за действующего в Варшавском университете правила «numerus clausus» (закрытое число) он не смог поступить на медицинский факультет и в 1922 году поступил на гуманитарное отделение университета. Главным наставником Эммануэля Рингельблюма во время обучения стал профессор Игнаций Шипер.
В 1927 году Эммануэль Рингельблюм защитил диссертацию по истории средневековой варшавской еврейской общины и ему была присвоена научная степень доктора философии. В предвоенное время он занимался изучением еврейской жизни в средневековой Польше. С 1930 года принимал участие в издании «Encyclopedia Judaica», которая публиковалась в Берлине. В это время Эммануэль Рингельблюм написал около 130 работ о польской еврейской общине. Свои сочинения он писал на идише и польском языке. Будучи сторонником сионизма, он выступал за сохранение еврейских традиций и против политики ассимиляции, которая в то время было довольно популярной среди некоторых еврейских общественных деятелей.
В 1928 году Эммануэль Рингельблюм сдал государственный экзамен на право заниматься преподавательской деятельностью, после чего до 1938 года преподавал в средних школах для еврейской молодёжи. В 1938 году он подал в отставку и стал заниматься общественной деятельностью. С осени 1938 года Эммануэль Рингельблюм участвовал в работе «Джойнта», помогая евреям, бежавшим из Германии от нацистского преследования, в том числе жертвам Збонщинского выдворения. Был организатором группы «Идише култур организацие».
Во время нападения Германии на Польшу осенью 1939 года Эммануэль Рингельблюм находился в Женеве, где участвовал в сионистском конгрессе. Вернувшись в Польшу через Италию и Венгрию, Эммануэль Рингельблюм присоединился к работе «Джойнта» по оказанию помощи еврейским беженцам. Осенью 1940 года вместе с родными был переселён немецкими властями в Варшавское гетто.
В Варшавском гетто Эммануэль Рингельблюм участвовал в работе Центрального комитета помощи (позднее — Координационный комитет), который координировал благотворительную помощь различных еврейских организаций. После создания организации «Еврейская взаимопомощь» он стал руководить её социальным отделом. С 1942 года он стал членом Антифашистского блока и участвовал в создании Еврейской боевой организации.
С октября 1939 года Эммануэль Рингельблюм стал собирать письменные и печатные свидетельства о положении евреев в оккупированной Польше. Весной 1940 года организовал подпольную группу из еврейских историков, писателей и общественных деятелей из нескольких десятков человек, которая стала называться «Ойнег шабес». Эта группа собирала различные документы о культурной, политической и общественной жизни в Варшавском гетто. Информация о преступлениях германских властей переправлялась на Запад через польские подпольные организации. После получения осенью 1941 года информации о ликвидации Варшавского гетто, архив, который был собран группой «Ойнег шабес», был запечатан в молочных бидонах и спрятан в различных местах.
С осени 1942 года он работал в немецкой столярной компании «Hallmann». В конце февраля 1943 года Эммануэлю Рингельблюму вместе с женой и сыном удалось выбраться из Варшавского гетто и укрыться в схроне на арийской стороне в так называемом бункере Крыся в подвале дома № 81 по улице Груецкой. Накануне восстания в Варшавском гетто Эммануэль Рингельблюм перебрался в гетто, чтобы провести там Песах и спрятать последнюю часть архива группы «Ойнег шабес». В гетто он был схвачен немцами и отправлен в концентрационный лагерь Травники. Усилиями польской подпольной организации «Жегота» Эммануэль Рингельблюм был тайно вывезен из концентрационного лагеря и спрятан в Варшаве. Первое время он прятался в доме № 2 по улице Радзиминской, потом перебрался в бункер Крыся, где встретился со своей семьёй.
В бункере Крыся Эммануэль Рингельблюм продолжил работу по сбору документов. Вместе с Адольфом Берманом он написал работу о судьбе еврейских писателей в оккупированной Польше, которая была переправлена в Научный еврейский институт в Нью-Йорке.
7 марта 1944 года гестапо по доносу поляка-подростка раскрыло местоположение бункера Крыся и все прятавшиеся в бункере были отправлены в тюрьму Павяк. Через три дня все арестованные были расстреляны на территории разрушенного Варшавского гетто.

## Основные сочинения
- Żydzi w Warszawie od czasów najdawniejszych do roku 1527 (1932);
- Projekty i próby przewarstwowienia Żydów w epoce stanisławowskiej (1934);
- Szkice do dziejów żydowskiej książki i drukarstwa w drugiej połowie XVIII wieku (1936);
- Żydzi w powstaniu kościuszkowskim (1937);
- Prawno-polityczne stanowisko Żydów warszawskich w wieku XVIII (1937);
- קאפיטלען געשיכטע פון אמאָליקן יידישן לעבן אין פוילן
- Stosunki polsko-żydowskie w czasie drugiej wojny światowej (1958—1959);
- Kronika getta warszawskiego (1983).

## Память
С 1961 года одна из варшавских улиц носит имя Эммануэля Рингельблюма и с 2009 года его имя носит Еврейский исторический институт.